# Zámecký mlýn (Velké Němčice)
Zámecký mlýn (Furchův) ve Velkých Němčicích v okrese Břeclav je vodní mlýn, který stojí na řece Svratce. Spolu se zámkem a pivovarem je chráněn jako nemovitá kulturní památka České republiky; chráněna je pouze stavebně starší část na pravé straně zaniklého náhonu.

## Historie
Mlýn byl postaven roku 1578. Během třicetileté války zpustl a v roce 1678 byl nově postaven. Později byl několikrát přestavován a modernizován. Od začátku 21. století patří spolu s hospodářskými budovami soukromému majiteli, který zde provozuje výrobu kytar.

## Popis
Trojkřídlá dvoupodlažní budova je kryta sedlovými střechami, které jsou v rozích zvalbené. V severní části se nachází bývalá mlýnice, na ni navazuje spojovací křídlo do východní části s obytnými prostorami. Spojovací křídlo má plackové klenby, v obytné části jsou pozdně barokní a klasicistní dveřní výplně.
Voda na vodní kolo vedla náhonem od jezu. Jez byl v prosinci 1946 vahou plujících ker zničen. V roce 1930 měl mlýn dvě kola na spodní vodu (spád 1,86/1,86 m, výkon 72,2/72,2 HP; zaniklo). Mlýn je zcela bez technologie, náhon je zasypaný.